# つゆの優
つゆの 優（つゆの ゆう、1985年12月31日 - ）は、日本の元AV女優（ツートッププロ所属）。
身長:160cm。スリーサイズ:B89・W60・H90cm。血液型:O型。

## 略歴・人物
2006年にAVデビュー。
2009年3月5日に開催された桃太郎映像出版のイベント「桃太郎Night」で引退を発表した。

## 出演作品

### アダルトビデオ
2006年
- 群馬県水上温泉で見つけたお嬢さん タオル一枚男湯入ってみませんか? ムダ毛処理・男性に自分のおっぱいを見せる等、温泉美人をおにゅ〜ミッションで徹底的に恥かしめちゃいます!（5月4日、SODクリエイト）…オムニバス作品
- ShakeBody Ver.1（8月1日、AVS）
- ザ・ブーリング 〜プロレス技いじめ〜 VOL.3（8月4日、アキバコム）
- ｢終電を逃した女を高級リムジンで送ってヤる｣ VOL.1（8月4日、DANDY）※「なな」名義
- 夏合宿 美的★スイマー 女子水泳部5人の合宿生活（8月4日、アキノリ）
- 巨乳中出し240 11（8月10日、隼エージェンシー）
- 家庭教師はガマンできない 23（8月12日、クリスタル映像）
- 全国縦断素人痴女巡り エロリスト BATTLE 2 東京VS大阪VS神戸編 （8月21日、h.m.p）
- 女子キックボクシング 8（9月1日、アキバコム）
- こだわりの巨乳TRANCE（9月15日、ジャネス）
- 私は痴女 第46報告書 股間奮闘（9月16日、クリスタル映像）
- 巨乳ギャル強姦中出し（9月19日、ミスター・インパクト）
- 街でうわさの中出しギャル 6（10月10日、隼エージェンシー）
- 女子校生の圧迫顔面騎乗（10月21日、ラハイナ東海）
- 巨乳LOVE 4 14人の巨乳ギャルに中出ししたりパイズリ抜きしてもらいました!（11月11日、隼エージェンシー）
- こだわりの手コキ 4時間SP 2 40人のハンドメイド（11月11日、隼エージェンシー）
- 団地妻極生中出し（11月15日、フォーエバー）
- 人妻イかせっぱなし（12月1日、ビーワン）
- 野外露出ダンス COLLECTION1（12月19日、スタイルアート）
- 巨乳DANCE MANIA（12月19日、スタイルアート）
- 素人ギャル オナニー30連発!（12月19日、ミスター・インパクト）

2007年
- BUST FETISH（2月1日、麒麟堂）
- 〜もしもこんな男性専用出張カルチャー教室があったら〜 『愛情痴女』とちょいダメ『包茎おやじ』 （2月1日、V）
- 密室!エレベーターパニック 〜大地震で高層ビルのエレベーターに美女と閉じ込められた。〜 （2月22日、V&Rプロダクツ）
- くい込みマ●コにコスりつけてオナニーをする変態娘（3月5日、ジャネス）
- MOODYZファン感謝祭 バコバコバスツアー 2007（5月1日、MOODYZ）
- HARDCORE LESBIAN（5月9日、麒麟堂）
- 女だけの乱交パーティー 2 エンドレス・レズビアン（6月19日、ドグマ）
- 激怒服従 2（6月29日、アルファーインターナショナル）
- 生唾液ベロフェラ艶唇レズビアン 2（6月29日、アルファーインターナショナル）
- 美少女の足裏 4（7月1日、ジャパン）
- くねるムチムチお姉さんと密室デート 10（7月4日、AVS）
- 女子校生の上履き 上履きが大好き!!（9月1日、ジャパン）
- カラーパンプスに蹴られたり、踏まれたり…（9月1日、ジャパン）
- 土手マン擦り付け 23人の角オナ VOL.2（9月13日、BRAVO）
- 夏のムレムレブーツ（10月1日、ジャパン）
- 萌エロ女子校生絶頂ダンス!! 1（10月19日、ケンシロウプロジェクト）
- 激ヤバでイケてるダンス 1（11月2日、ケンシロウプロジェクト）
- BLACK PARTY HARDCORE 黒人、レズ、潮吹き、乱交。（11月7日、プレミアム）
- こだわりの手コキ 4時間SP 6 30人のハンドメイド（11月10日、隼エージェンシー）
- 女性専門 美熟女エステサロン（11月19日、虎堂）
- Kiss Mania vol.4（11月19日、ミスター・インパクト）
- プロ級な腰フリのエロボディーダンサー 2（11月25日、未来・フューチャー）

2008年
- 万引き娘たちを犯る3時間 （2月8日、ビッグモーカル）
- 東京美人妻エロス 〜30歳-34歳の中出し交尾〜 （3月5日、NST）
- 女子高生こすりつけオナニー （3月7日、大久保ヤンキース）
- ノーブラサロン NB 極上トリートメント （3月23日、ドグマ）
- 七匹の雌 究極爆撃野外フィスト（4月7日、アタッカーズ）
- しりとり緊縛侍 “しりとりに負けると緊縛レイプ” （4月24日、V&Rプロダクツ）
- 万引きしたギャルを現行犯で事務所につれこんで強制レズ （4月25日、ビッグモーカル）
- フリーダム学園 校内集団暴行 4 （5月5日、ジャパン）
- 七匹の雌 二穴拷問爆撃フィスト （5月7日、アタッカーズ）
- 女子校生美尻黒タイツ 自慰顔騎 （5月7日、ジャパン）
- フリーダムエステ 美脚フットエステサロン （5月7日、ジャパン）
- あれから10年 秘技伝授 男のバイブル VOL.1 ［完全潮吹き入門］ （6月19日、ドグマ）
- IP OFFICE 2 （7月1日、アイデアポケット）
- あれから10年 秘技伝授 男のバイブル VOL.2 ［完全バイブ・チンポで女をイカせるテクニック入門］（7月19日、ドグマ）
- ラバーズレズビアン 1 （8月15日、アキバコム）
- マザコンマニアのツボ ママとの秘事 VOL.8 （9月13日、AVS）
- 僕の姉さんがドスケベでしょうがないんです （10月1日、AVS）
- ネオパンストフェティッシュVer.1 ムッチリヒップの優ちゃんのノーパンパンスト個人撮影会 （11月1日、AVS）

2009年
- 浣腸大運動会 〜2009 春〜 （5月1日、V）
- 淫語中出しソープ 6 （6月13日、AVS）
- 浣腸大運動会 〜2009秋〜 団体噴出合戦 （10月1日、V）

2010年
- プライベートシリーズ Vol.3 アダム徳永のスローセックス つゆの優編 （8月3日、エヴァ）